# Leptogenys sagaris
Leptogenys sagaris é uma espécie de formiga do gênero Leptogenys, pertencente à subfamília Ponerinae.